# POLR1C
POLR1C‏ (RNA polymerase I and III subunit C) هوَ بروتين يُشَفر بواسطة جين POLR1C في الإنسان.